# Achoragus
Achoragus är ett släkte av skalbaggar. Achoragus ingår i familjen plattnosbaggar.
Kladogram enligt Catalogue of Life:
| Achoragus | \| \| Achoragus pumilio \| \| \| \| \| \| Achoragus tantillus \| \| \| \| \| \| Achoragus tener \| \| \| \| |
|           | \| \| Achoragus pumilio \| \| \| \| \| \| Achoragus tantillus \| \| \| \| \| \| Achoragus tener \| \| \| \| |
|           | Achoragus pumilio                                                                                           |
|           | |
|           | Achoragus tantillus                                                                                         |
|           | |
|           | Achoragus tener                                                                                             |
|           | |